# 无上皇
無上皇，或無上皇帝，是中国古代及东亚国家在君主制度中的最高虚位，位在太上皇之上，近似於女性的太皇太后。不過相較之下，在各國歷史中無上皇出現的頻率比太皇太后更少。

## 中國
河阴之变时，魏孝庄帝元子攸的嫡兄元劭被杀，尔朱荣进入洛阳城后，请求追尊元劭为无上皇帝，魏孝庄帝诏令同意。
北齊後主高緯在承光元年（577年），因北齊軍隊無法抵擋北周的進攻，北齊即將亡國。高緯為避禍而將帝位內禪於太子高恆，是為北齊幼主。高緯成為太上皇。不久，太上皇高緯再命幼主讓位給高纬的叔父任城王高湝（即幼主之十叔祖），於是太上皇高緯成為無上皇，但不出四日，讓位的詔書還未抵達高湝處，北齊滅亡。

## 日本
日本平安時代以後，有多位天皇很早就退位成為上皇（稱院），並實行院政。由於這些天皇大多在英年或中年時退位，因此經常出現除今上天皇外，仍有一兩名上皇或法皇共存的情形，此時為了區別，會依照即位次序來稱之。兩位上皇（或法皇）時：
- 前前任天皇稱：一院（或本院）
- 前任天皇稱：新院

三位上皇（或法皇）時：
- 前前前任天皇稱：一院（或本院）
- 前前任天皇稱：中院
- 前任天皇稱：新院

## 朝鮮王朝
朝鮮王朝的君主稱國王，因此沒有太上皇和無上皇之稱呼。但當有兩位前任國王在世，則分別稱太上王及上王。（詳見太上王）

## 关联条目
- 太上皇
- 太上天皇
- 太皇太后
- 皇太后
- 王大妃
- 院政